# B1-Butcher

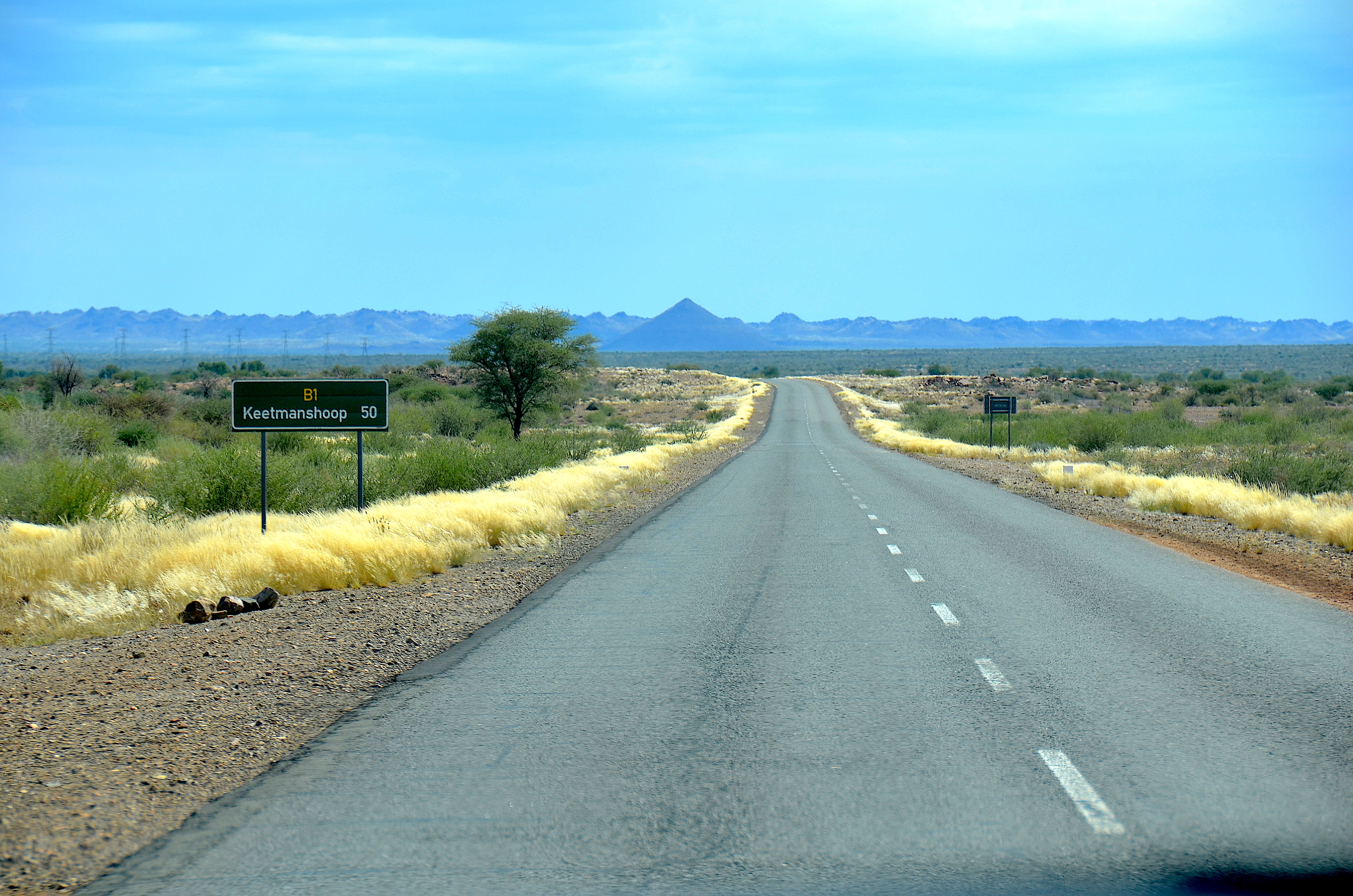
Namensgebende Nationalstraße B1 in Namibia

Der B1-Butcher (Deutsch: B1-Metzger) ist ein unbekannter Serienmörder in Namibia. Dem B1-Butcher werden fünf Frauenmorde in den Jahren 2005 und 2007 zugeschrieben.

## Vorgehen
Der B1-Butcher wurde nach den Mordopfern benannt, die in der Nähe der Nationalstraße B1 und mit Metzgerart zerlegt aufgefunden wurden.
2005 hatten sich entlang der B1 im Großraum Windhoek zwischen Rehoboth und Okahandja sich zwei  ähnliche, ungeklärte Frauenmorde zugetragen.
Im Juni und Juli 2007 wurden in der Region Khomas entlang dieser Straße in Mülltüten verpackte, menschliche Körperteile gefunden, welche zwei verschiedenen Frauen zugeordnet werden konnten. Diese Morde wurden ebenfalls dem „B1-Butcher“ zugeschrieben.
Im September 2007 wurden Körperteile einer weiteren Frau nahe Grootfontein in der Region Otjozondjupa gefunden. Laut Polizei ist dies ein Indiz dafür, dass der B1-Butcher auch zu dieser Region einen Bezug haben könnte.

## Opfer
Bei den fünf Opfern, die dem Butcher B1 zugeordnet wurden, handelte es sich um junge Frauen. Drei Mordopfer konnten identifiziert werden. Es sind Juanita  (21 Jahre, ermordet 2005), Melanie (22 Jahre, ermordet 2005) und Sanna (36 Jahre, ermordet 2007). Zwei weitere 2007 getöteten Frauen konnten bis heute nicht identifiziert werden.
Die Opfer waren farbige Namibierinnen. Die drei identifizierten Opfer sprachen fließend Afrikaans, Damara, oder beide Sprachen. Bei allen Opfern gibt es Hinweise, dass die abgetrennten Körperteile gekühlt worden waren. Der B1-Butcher brachte seine Opfer aber offenbar auf unterschiedliche Art und Weisen zu Tode: Während z. B. Melanie offensichtlich erdrosselt wurde, wurde im Fall von Juanita angenommen, dass sie durch die Einwirkung eines stumpfen Gegenstandes auf den Kopf zu Tode kam. Aufgrund von Zeugenaussagen wurden Melanie und Sanna der Prostitutionsszene der Hauptstadt Windhoek zugeordnet und kannten sich angeblich.

## Ermittlungen
Im Oktober 2007 entsandte Südafrika drei Kriminalbeamte um die namibischen Behörden bei den Ermittlungen zu unterstützen. Dennoch konnten die Morde nicht geklärt werden.
2007 wurde ein deutschstämmiger Namibier der Vergewaltigung beschuldigt, festgenommen und später in Verbindung zu diesen ungeklärten Morden gebracht. Jedoch wurde er nach längerer Untersuchungshaft aus Mangel an Beweisen freigesprochen.
Der ehemals in Rehoboth ansässige Namibier Hans H. war 2004 nach 15 Jahren Haft wegen zweifachen Mordes aus dem Gefängnis entlassen worden. Er wurde von der Polizei und der Öffentlichkeit zunehmend mit den Morden des B1-Butcher-Morden in Verbindung gebracht und beging deshalb im Juni 2008 Selbstmord. Seine DNA soll mit den Morden an Juanita (2005) und Sanna in Verbindung gebracht worden sein. Nach dem Selbstmord von H. räumte die namibische Polizei ein, dass Hans H. nicht zweifelsfrei mit der Mordserie in Verbindung gebracht werden könne und die B1-Morde auch von mehreren Tätern begangen worden sein könnten.

## Nachwirkung
Im Juli 2007 riefen Frauen aus Windhoek, Rehoboth und Tsumis in einem gemeinschaftlichen Schreiben den B1-Butcher dazu auf, die noch vermissten Körperteile der Mordopfer für anständige Beerdigungen herauszugeben und sich der Polizei zu stellen. Zuletzt im November 2014 hatte die Polizei mitgeteilt, dass man weiter nach dem B1-Butcher suche.
Der Fall des B1-Butcher hat den namibischen Filmemacher Tim Hübschle für seinen Film #LANDoftheBRAVEfilm im Jahr 2019 inspiriert.